# 私の回転木馬
「私の回転木馬」（わたしのかいてんもくば）は、シャンソンの楽曲である。

## 概要
ノルベール・グランズベール（Norbert Glanzberg）作曲、ジャン・コンスタンタン（Jean Constantin）作詞のシャンソンで、1958年発表の曲。原題は「Mon manège à moi」。
- 1958年公開のフランス映画『ぼくの伯父さん』内で使用されたエディット・ピアフのレコード録音がよく聴かれる。また、2007年の映画『エディット・ピアフ〜愛の讃歌〜』でも用いられた。
- 日本においては、題名は単に『回転木馬』で、菅美沙緒により日本語詞が付けられている。
- 1964年2月・3月には、NHKの『みんなのうた』でも取り上げられる（編曲：石丸寛）。
- いすゞ・ジェミニのコマーシャルに使用された事もある（内容としては2台の2代目セダン後期型が夜の遊園地を縦横無尽に走り回るというもの）。
- 2002年には、NHKの『うたっておどろんぱ』でも放送された。

## カヴァー
フランス
- エディット・ピアフ　Édith Piaf
- イヴ・モンタン　Yves Montand
- エティエンヌ・ダオー　Étienne Daho

日本
- ペギー葉山、西六郷少年少女合唱団（『みんなのうた』版）
- 岸洋子
- 上條恒彦
- クラウン少女合唱団